# Międzynarodowy Konkurs Lutniczy im. Henryka Wieniawskiego

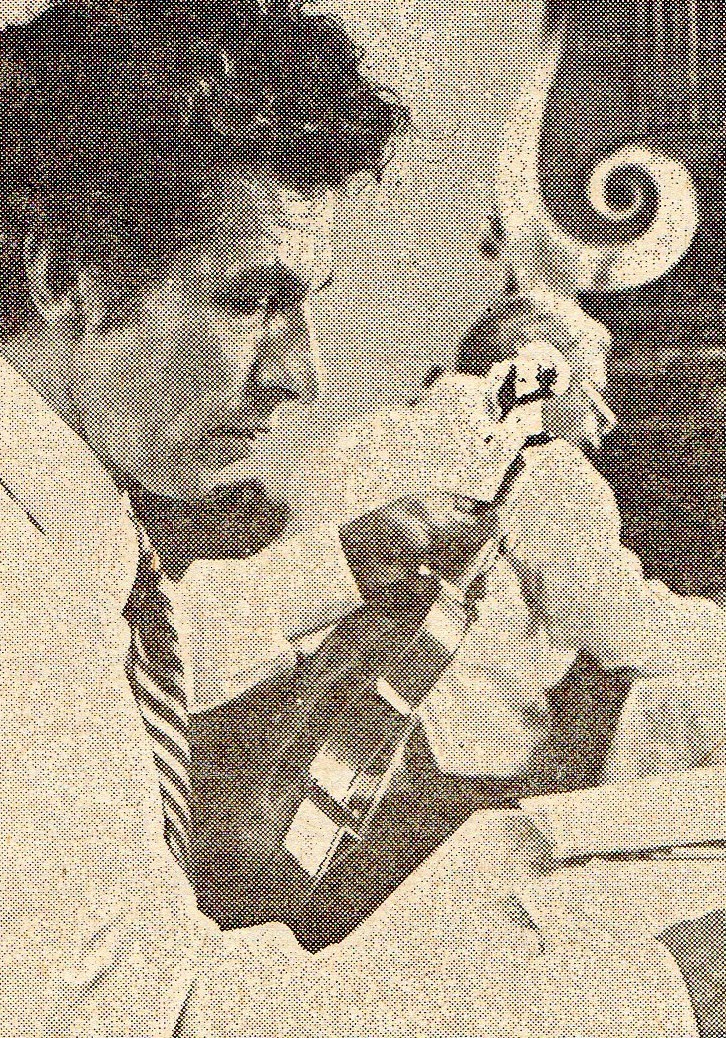
Gio-Batta Morassi ocenia skrzypce (1986)

Międzynarodowy Konkurs Lutniczy im. Henryka Wieniawskiego – odbywający się w Poznaniu w cyklu pięcioletnim, konkurs przeznaczony dla zawodowych lutników wszystkich narodowości bez względu na wiek, organizowany przez Towarzystwo Muzyczne im. Henryka Wieniawskiego w Poznaniu we współpracy ze Związkiem Polskich Artystów Lutników oraz Muzeum Narodowym -Oddziałem Instrumentów Muzycznych w Poznaniu. Konkurs odbywa się zawsze w roku edycji Międzynarodowego Konkursu Skrzypcowego im. Henryka Wieniawskiego w Poznaniu.

## Informacje ogólne

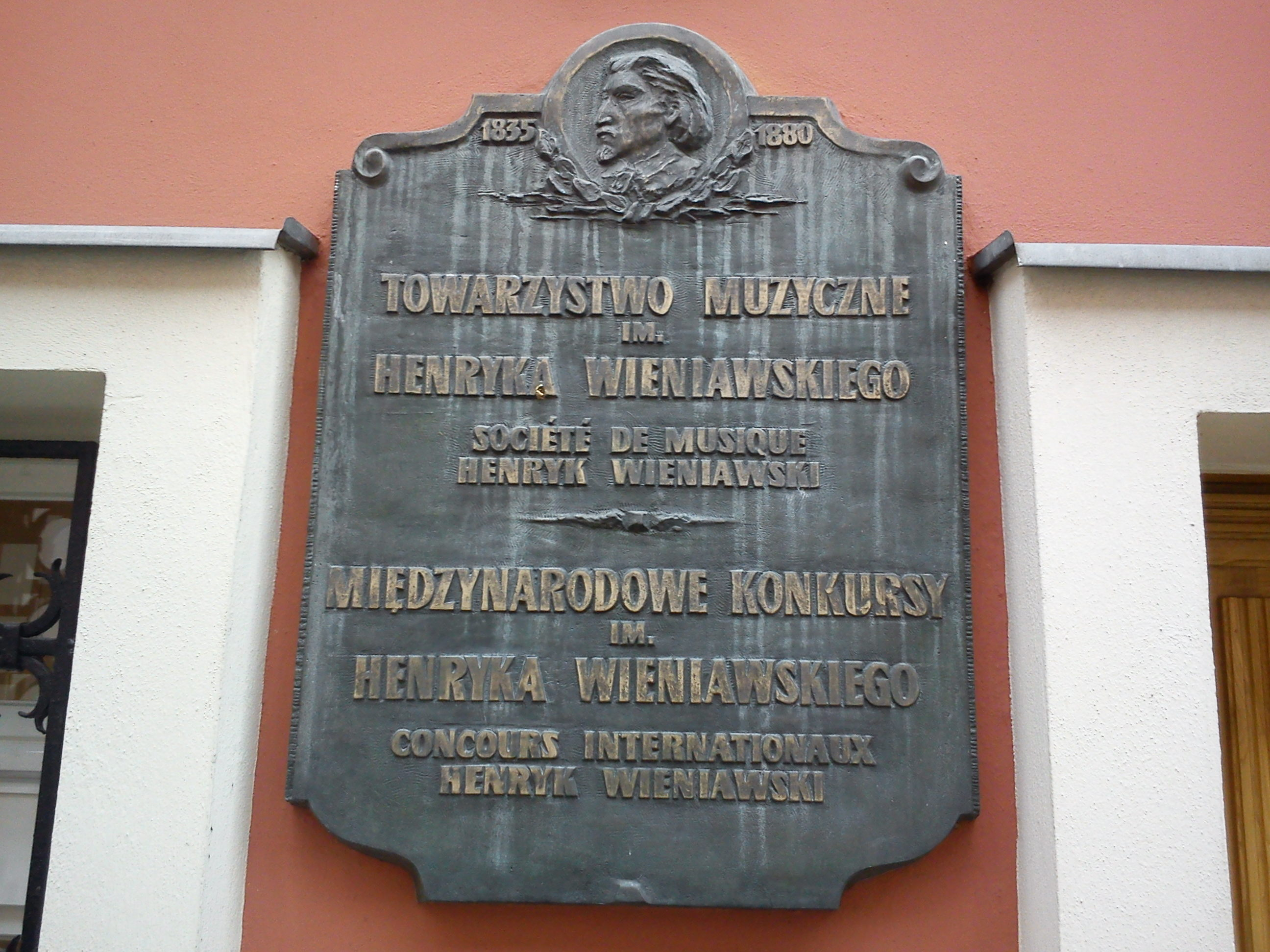
Tablica przy ul. Świętosławskiej w Poznaniu

Jest to jeden z najbardziej prestiżowych konkursów w dziedzinie lutnictwa na świecie.
Po raz pierwszy konkurs odbył się w dniach 16-19 kwietnia 1956 roku.
Konkurs jest anonimowy, tzn. po zgłoszeniu swojego udziału w konkursie uczestnicy przesyłają do organizatorów konkursu wykonane przez siebie instrumenty (nie więcej niż dwa egzemplarze), jednak jako nadawcę podają wybraną przez siebie zaufaną osobę. Do główki instrumentu przyczepiane jest godło lutnika, do przesyłki dołącza się również, opatrzoną tym samym godłem, zaklejoną kopertę zawierającą szczegółowe informacje na temat autora. Nazwiska lutników oraz godła instrumentów zostają ujawnione dopiero po ustaleniu wyników Konkursu.
W skład jury wchodzą muzycy, którzy oceniają walory użytkowe i artystyczne instrumentów (przeprowadza się również publiczne próby dźwiękowe), oraz lutnicy, przyznający punkty za ich wartość lutniczą.
Główną ideą Konkursu jest wyłonienie instrumentów charakteryzujących się najlepszymi właściwościami dźwiękowymi oraz mistrzostwem pracy lutniczej.

## I Międzynarodowy Konkurs Lutniczy im. Henryka Wieniawskiego – Poznań 1–11 listopada 1957
Jury: skrzypkowie Zdzisław Jahnke (przewodniczący), Galina Barinowa – ZSRR, Irena Dubiska – Polska, István Lakatos – Rumunia, Eugenia Umińska – Polska, Tadeusz Wroński – Polska (sekretarz); altowiolista Louis Poulet – Belgia; lutnicy Jean Bauer – Francja, Leandro Bisiach – Włochy (wiceprzewodniczący), Ferdinand W. Jaura – NRF, Piotr Kubas – Polska, Herman Meinel – NRD. Honorowym członkiem Jury był Feliks Pruszak.
- I nagroda: Mieczysław Bielański - Polska
  - II nagroda: Josef Vavra – CSRS i René Quenoil – Francja
  - III nagroda: Josef Pötzl – CSRS i Harry Müller – NRD
  - IV nagroda: Eugeniusz Gosiewski – Polska i Franz J. Klier – NRF

## II Międzynarodowy Konkurs Lutniczy im. Henryka Wieniawskiego – Poznań 15–30 maja 1962
Jury: skrzypkowie Tadeusz Wroński (przewodniczący), Irena Dubiska i Eugenia Umińska – Polska; wiolonczelista Boris Dobrochotow – ZSRR; altowiolista Louis Poulet – Belgia (wiceprzewodniczący); lutnicy Jean Bauer – Francja, Leandro Bisiach – Włochy, Ferdinand W. Jaura – NRF, Hermann Meinel – NRD, Marian Niewczyk – Polska (sekretarz), Karel Pilař – Czechosłowacja, Józef Świrek – Polska.
- I nagroda: Vladimír Pilař i Přemysl Špidlen (obaj – Czechosłowacja)
  - III nagroda: Přemysl Špidlen – Czechosłowacja, Renato Scrollavezza i Sesto Rocchi (obaj – Włochy)

## III Międzynarodowy Konkurs Lutniczy im. Henryka Wieniawskiego – Poznań 15–24 września 1967
Jury: skrzypkowie Tadeusz Wroński (przewodniczący), Irena Dubiska i Eugenia Umińska – Polska; wiolonczelista Boris Dobrochotow – ZSRR; lutnicy Leandro Bisiach – Włochy (wiceprzewodniczący), Wilhelm Gaertner – Szwecja, Eugeniusz Gosiewski – Polska (sekretarz), Přemysl Špidlen – Czechosłowacja, Rene Quenoil – Francja, Helmut Seidl – NRD, Józef Świrek – Polska, Walter Voigt – NRF.
- I nagroda: nie przyznano
  - II nagroda: Přemysl Špidlen – Czechosłowacja, António Capela – Portugalia, Renato Scrollavezza – Włochy
  - III nagroda: Piotr Kubas – Polska
  - IV nagroda: António Capela – Portugalia

## IV Międzynarodowy Konkurs Lutniczy im. Henryka Wieniawskiego – Poznań 4–14 maja 1972
Jury: skrzypaczki Irena Dubiska i Eugenia Umińska – Polska; lutnicy Włodzimierz Kamiński (przewodniczący) – Polska, Jean Bauer (wiceprzewodniczący) – Francja, Władimir Bystrożynski – ZSRR, Vila Kužel – Czechosłowacja, Renato Scrollavezza – Włochy, Eckart Richter – NRD, Józef Świrek – Polska, Walter Voigt – NRF.
- I nagroda: Domingos F. Capela – Portugalia
- II nagroda: Domingos F. Capela – Portugalia
- III nagroda: António Capela – Portugalia
- IV nagroda: António Capela – Portugalia, Kurt Gütter – NRD
- V nagroda: Anatolij Koczergin – ZSRR, Mieczysław Bielański – Polska

## V Międzynarodowy Konkurs Lutniczy im. Henryka Wieniawskiego – Poznań 30 czerwca–10 lipca 1977
Jury: skrzypkowie Jadwiga Kaliszewska – Polska, Zenon Płoszaj – Polska, Jerzy Wielbut – Polska, altowiolista Louis Poulet – Belgia, wiolonczelista Boris Dobrochotow – ZSRR; lutnicy Włodzimierz Kamiński (przewodniczący) – Polska, Renato Scrollavezza – Włochy, Max Millant – Francja, Eckart Richter – NRD, Přemysl Špidlen – Czechosłowacja, Karl Roy – RFN, Józef Świrek – Polska.
- I nagroda: Józef Bartoszek – Polska
- II nagroda: Kurt Gütter – NRD
- III nagroda: Tomaš Pilař – Czechosłowacja
- IV nagroda: Józef Bartoszek – Polska, Tomaš Pilař – Czechosłowacja
- V nagroda: Kurt Gütter – NRD, Franciszek Marduła – Polska

## VI Międzynarodowy Konkurs Lutniczy im. Henryka Wieniawskiego – Poznań 9–19 maja 1981
Jury: skrzypkowie Jadwiga Kaliszewska – Polska, Zenon Płoszaj – Polska, Aleksandr Muradow – ZSRR; lutnicy Włodzimierz Kamiński (przewodniczący) – Polska, Józef Bartoszek – Polska, Mieczysław Bielański – Polska, António Capela – Portugalia, Gio Batta Morassi – Włochy, Rene Quenoil – Francja, Vladimír Pilař – Czechosłowacja, Eckart Richter – NRD, Karl Roy – RFN (wiceprzewodniczący).
- I nagroda: Ivano Coratti – Włochy
- II nagroda: Nadia Mantovani – Włochy
- III nagroda: Jaromir Joo – Czechosłowacja
- IV nagroda: Anatolij Koczergin – ZSRR, Jochen Voigt – NRD
- V nagroda: Tetsuo Matsuda – Japonia, Paul Wiessmeyer – Kanada

## VII Międzynarodowy Konkurs Lutniczy im. Henryka Wieniawskiego – Poznań 2–11 maja 1986
Jury: skrzypkowie Jadwiga Kaliszewska – Polska, Zenon Płoszaj – Polska, Władimir Grigorjew – ZSRR; lutnicy Włodzimierz Kamiński (przewodniczący) – Polska, Józef Bartoszek – Polska, António Capela – Portugalia, Apostol Kaloferow – Bułgaria, Anatolij Korczegin – ZSRR, Gio Batta Morassi – Włochy, Soroku Murata – Japonia, Jan Pawlikowski – Polska, Eckart Richter – NRD, Karl Roy – RFN, Přemysl Špidlen – Czechosłowacja.
- I nagroda: Jan Bobak – Polska
- II nagroda: Lorenzo Marchi – Włochy
- III nagroda: Jerzy Piórko – Polska
- IV nagroda: Junji Matsuoka, Shinaya Mochizuki (obaj – Japonia)

## VIII Międzynarodowy Konkurs Lutniczy im. Henryka Wieniawskiego – Poznań 2–11 maja 1991
Jury: skrzypkowie Jadwiga Kaliszewska – Polska, Zenon Płoszaj – Polska; lutnicy Włodzimierz Kamiński (przewodniczący) – Polska, Józef Bartoszek – Polska, Wolfgang Buennagel – Niemcy, António Capela – Portugalia, Anatolij Koczergin – ZSRR, Gio Batta Morassi – Włochy, Soroku Murata – Japonia, Jan Pawlikowski – Polska, Eckart Richter – NRD, Michał Więckowski – Polska.
- I nagroda: Jerzy Piórko – Polska
- II nagroda: Tadeusz Słodyczka – Polska
- III nagroda: Stanisław Król – Polska
- IV nagroda: Antoni Krupa – Polska, Udo Kretzschmann – Niemcy

## IX Międzynarodowy Konkurs Lutniczy im. Henryka Wieniawskiego – Poznań 11–18 maja 1996
Jury: skrzypkowie Jadwiga Kaliszewska – Polska, Zenon Płoszaj – Polska, Manfred Scherzer – Niemcy, Zofia Szichmurzajewa – Rosja; lutnicy Józef Bartoszek (przewodniczący) – Polska, Antoni Krupa i Jan Pawlikowski z Polski, Soroku Murata – Japonia, Helmut Mueller – Niemcy, Tomaš Pilař – Czechy, Jurij Poczekin – Rosja, Luca Sbernini – Włochy, Pierre Taconne – Francja.
- I nagroda: Krzysztof Mróz – Polska
- II nagroda: Simeone Morassi – Włochy
- III nagroda: Krzysztof Mróz – Polska, Giovanni Battista Morassi – Włochy
- IV nagroda: Gao Tongtong – Chiny, Mieczysław Nowobilski – Polska

## X Międzynarodowy Konkurs Lutniczy im. Henryka Wieniawskiego – Poznań 16–22 września 2001
Jury: skrzypkowie Michael Frischenschlager – Austria, Michał Grabarczyk – Polska, Marina Iaszwili – Rosja, Jadwiga Kaliszewska – Polska; lutnicy Andrzej Łapa (przewodniczący) – Polska, Andrzej Janik – Polska, Jaromir Joo – Czechy, Josef Kantuscher – Niemcy, Wojciech Łukasz – Polska, Soroku Murata – Japonia, Jurij Poczekin – Rosja, Roberto Regazzi – Włochy, Patrick Robin – Francja.
- I nagroda: Igor Ulicki – Rosja
- II nagroda: Norbert Kijanka – Polska
- III nagroda: Robert Loska – Polska
- IV nagroda: Magne Kvamme – Norwegia
- V nagroda: Marcin Krupa – Polska
- VI nagroda: Giovanni Battista Morassi – Włochy

## XI Międzynarodowy Konkurs Lutniczy im. Henryka Wieniawskiego – Poznań 7–13 maja 2006
Jury: skrzypkowie Michael Frischenschlager – Austria, Marina Iaszwili – Rosja, Jadwiga Kaliszewska – Polska; lutnicy Gio Batta Morassi (przewodniczący) – Włochy, John Dilworth – Wielka Brytania, Roger Hargrave – Wielka Brytania, Anatolij Koczergin – Rosja, Andrzej Łapa – Polska, Tetsuo Matsuda – Japonia, Tomaš Pilař – Czechy, Tadeusz Słodyczka – Polska.
- I nagroda: Hiroshi Kikuta – Japonia
- II nagroda: Sandro Asinari – Włochy
- III nagroda: Alessandro Scandroglio – Włochy

## XII Międzynarodowy Konkurs Lutniczy im. Henryka Wieniawskiego – Poznań 8–14 maja 2011
Jury: skrzypkowie: Herbert Greenberg – USA, Roman Lasocki – Polska, Dima Tkaczenko - Ukraina; lutnicy: Roger Hargrave – Wielka Brytania (przewodniczący), Roland Baumgartner – Szwajcaria, Joseph Grubaugh – USA, Norbert Kijanka – Polska, Wojciech Łukasz – Polska, Primo Pistoni – Włochy, Patrick Robin – Francja, Jan Špidlen – Czechy
- I nagroda: Kim Min-sung - Korea Południowa
- II nagroda: Marcus Klimke - Niemcy
- III nagroda: Ulrike Dederer - Szwajcaria/Niemcy

## XIII Międzynarodowy Konkurs Lutniczy im. Henryka Wieniawskiego - Poznań 8–15 maja 2016
Jury: skrzypkowie: Mariusz Derewecki – Polska, Eszter Perényi – Węgry, Dima Tkaczenko - Ukraina; lutnicy: Raymond Schryer – Kanada (przewodniczący), Ulrike Dederer – Szwajcaria/Niemcy, Andrea Frandsen – Dania/Francja, Dante Fulvio Lazzari – Włochy, Wojciech Łukasz – Polska, Tadeusz Słodyczka – Polska, Jan Špidlen – Czechy
- I nagroda: Park Ji-hwan (instrument ORSO)  - Korea Południowa
- II nagroda: Park Ji-hwan (instrument MASHA) - Korea Południowa
- II nagroda: Krzysztof Krupa (instrument URSUS) – Polska
- III nagroda: Philippe Mahu (instrument TINA) – Francja